# Felix Van Groeningen
Felix van Groeningen (Gent, 31 mei 1977) is een Belgische filmregisseur.

## Biografie
In 2000 studeerde van Groeningen af aan het Koninklijke Academie voor Schone Kunsten van Gent (KASK) in de audiovisuele kunsten. Hij werkte als acteur, maar klapte dicht op het podium. Hij ging regisseren voor theater, maar koos toch voor film. Met producent Dirk Impens maakte hij de langspeler Steve + Sky waarin zijn toenmalige vriendin (en ex-model) Delfine Bafort aan de zijde speelde van Titus De Voogdt. In 2004 werd dit debuut bekroond als beste Belgische film met de Joseph Plateauprijs.  
In 2007 bracht hij Dagen zonder lief uit, met onder meer An Miller en een soundtrack van Jef Neve. In 2008 begon hij aan de verfilming van het boek De helaasheid der dingen van Dimitri Verhulst. In oktober 2009 kwam de film uit in België en Nederland na een selectie voor de Quinzaine des Réalisateurs in mei op het Filmfestival van Cannes. Daar werd De helaasheid der dingen bekroond met de Prix Art et Essai, een onderscheiding van de organisatie die 3000 onafhankelijke bioscoopzalen wereldwijd groepeert. Van Groeningen won dat jaar op het Film Fest Gent ook de Jo Röpcke-award.
Op 9 oktober 2012 opende Felix van Groeningen in zijn geboortestad het filmfestival met The Broken Circle Breakdown. Deze countryfilm met Johan Heldenbergh en Veerle Baetens in de hoofdrol was de Belgische inzending voor de Oscars en kreeg een nominatie als beste buitenlandse film. In 2014 werd van Groeningen uitgenodigd om lid te worden van de Academy of Motion Picture Arts and Sciences.
In 2016 werd zijn vijfde langspeler Belgica op het Sundance Film Festival bekroond voor de beste regie. In 2018 voltooide van Groeningen zijn eerste Engelstalige film Beautiful Boy met Timothée Chalamet en Steve Carell in de hoofdrol. Het verhaal over de drugsverslaafde Nick is gebaseerd op de memoires van vader David en zoon Nick Sheff. Na de release op het internationaal filmfestival van Toronto gooide de film hoge ogen binnen Hollywood en werd gezien als van Groeningen's internationale doorbraak. De Hollywood Film Awards lauwerden hem en Chalamet respectievelijk voor de Beste Regie en Beste mannelijke bijrol.
Felix is de jongere broer van schrijver Seppe van Groeningen. Hij heeft een relatie met actrice Charlotte Vandermeersch. In mei 2018 kregen ze samen een zoontje, Rufus. IN 2022 brachten ze samen een film uit waarbij hun beider liefde voor de bergen van het scherm spat.

## Filmografie
- Bibsys: 14005478
- Bibliothèque nationale de France: cb16210039k (data)
- Catàleg d'autoritats de noms i títols de Catalunya: 981058514931306706
- Gemeinsame Normdatei: 142699985
- International Standard Name Identifier: 0000 0001 1954 5631
- Library of Congress Control Number: no2010193963
- Nationale Bibliotheek van Tsjechië: xx0183064
- Nederlandse Thesaurus van Auteursnamen: 306216531
- Réseau des bibliothèques de Suisse occidentale: 02-A017802415
- Système universitaire de documentation: 160193524
- Virtual International Authority File: 121571098
- WorldCat: E39PBJgRKY3cDbHrF96PFFRVG3